# Вівсянчик сіроволий
Вівся́нчик сіроволий (Geospizopsis plebejus) — вид горобцеподібних птахів родини саякових (Thraupidae). Мешкає в Андах.

## Підвиди
Виділяють три підвиди:

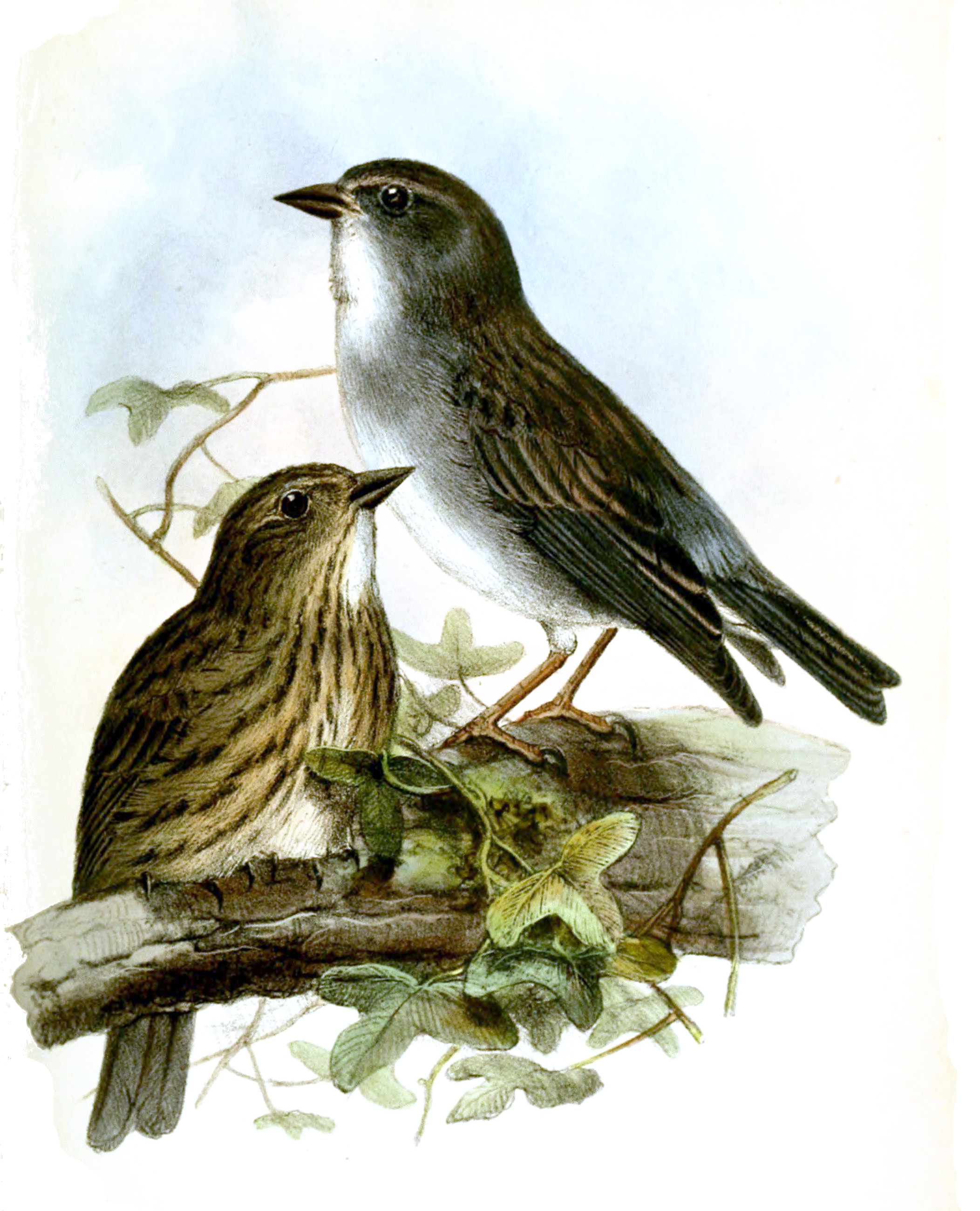
Пара сіроволих вівсянчиків

- G. p. ocularis (Sclater, PL, 1859) — Анди в Еквадорі та на крайньому північному заході Перу (Тумбес, П'юра);
- G. p. plebejus (Tschudi, 1844) — Анди в Перу, Болівії, Чилі і західній Аргентині;
- G. p. naroskyi (Nores & Yzurieta, 1983) — Сьєррас-де-Кордова[en] і Сьєррас-де-Сан-Луїс[es] (центральна Аргентина).

## Поширення і екологія
Сіроволі вівсянчики мешкають в Еквадорі, Перу, Болівії, Чилі і Аргентині. Вони живуть у високогірних чагарникових заростях Анд та на високогірних луках. Зустрічаються на висоті від 2500 до 4500 м над рівнем моря.